# 对马
對馬（日语：／ Tsushima */?）是位於日本九州北方玄界灘以西的島嶼，為日本列島第8大島嶼，全境屬长崎县对马市管轄。該島東側的海域為對馬海峽、西側則為釜山海峽。除了對馬主島外，附近還有百多個屬島，合稱為「對馬列島」或「對馬諸島」。
對馬原為一完整島嶼，但在1671年開通大船越瀨戶、1900年開通萬關瀨戶兩個運河後，被分割成三個緊鄰但不相連的島嶼。今日常將萬關瀨戶以北的對馬主島稱為，以南則稱為。
在韩国，这个岛被称为「대마도」。

## 地理
对马距離九州本島約132公里，距離朝鲜半岛則僅49.5公里，在晴天的時候還可以從對马高台上看见釜山。对马的主岛南北長82km，东西長18km，面积為696.1km²，含屬島面積為708.5km²，2020年人口29,465人。

### 地形

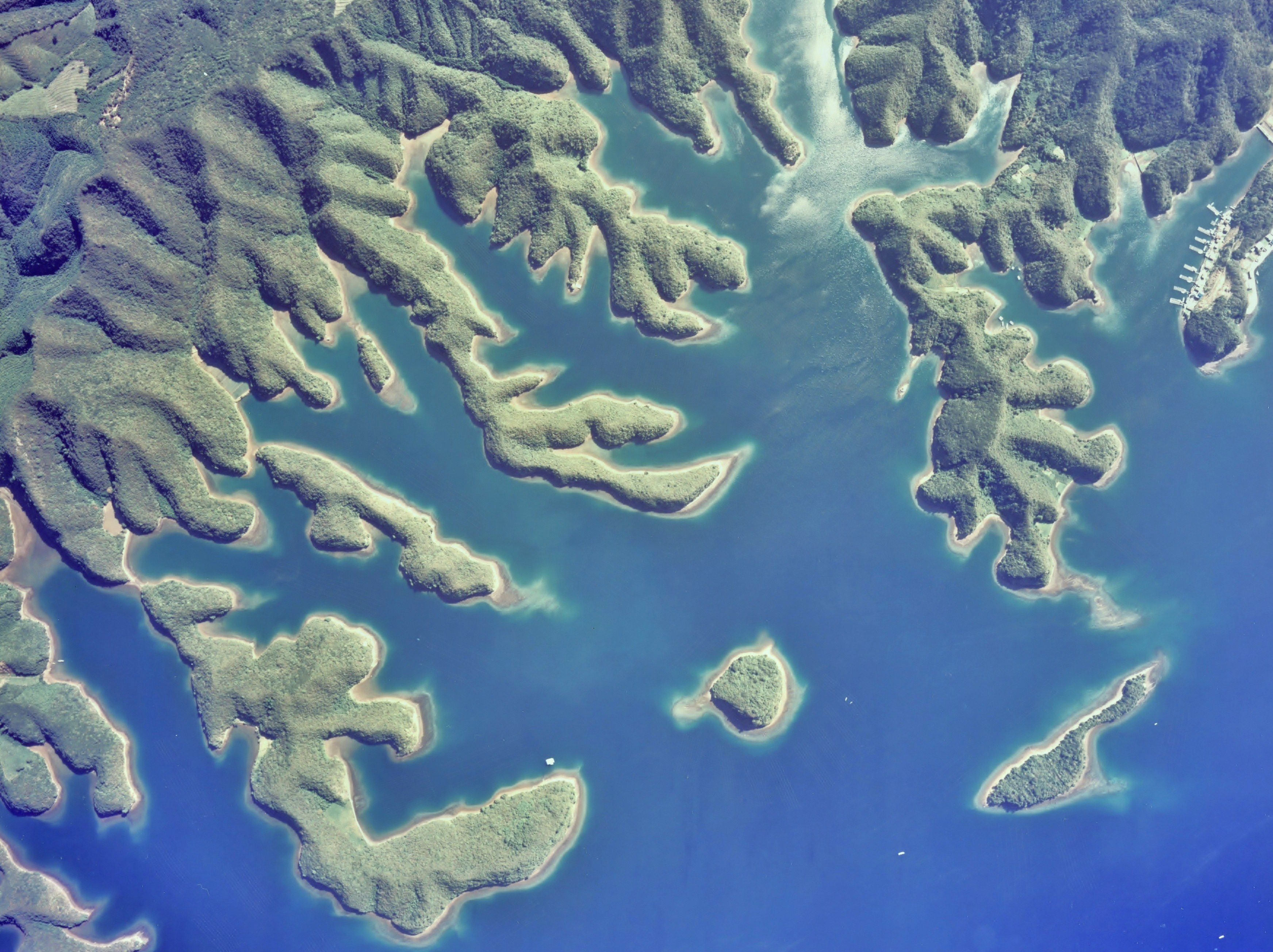
淺茅灣、大千切島附近的空中照片， 可見因山谷沉降而形成的谷灣地貌（1977年拍攝）。

除了東海岸的一部分和下島的西海岸的一部分之外，全境幾乎都屬於谷灣海岸，海岸線總長915公里。特別是主島的中央，西側有淺茅灣而東側也有三浦灣、大漁灣等極為深入的海灣，形成了多島海。淺茅灣的自然海岸線長度被譽為日本第一。也有許多小海灣被當作漁港。也常見懸崖峭壁，有些懸崖高度差可達到100米。
主島過去曾是單一島嶼，但其地峽部被開鑿了運河，也就是1672年（寬文12年）的大船越瀨戶與1900年（明治33年）年的萬關瀨戶，將陸地分隔開來。雖然有人將北部稱為上島（對馬上島）、南部稱為下島（對馬下島），但國土地理院指出「無論是否有人工水道，對馬島仍應視為單一島嶼」。不過對馬當地自古以來習慣將北部稱為上縣（かみあがた），南部稱為下縣（しもあがた）。此外，因大船越瀨戶和萬關瀨戶開鑿而於其間形成的人工島，在日本歷史地理學會的《大日本地誌大系》中被命名為「大船越島」，但此說法並不普及。
島上多山且地形險峻，但下島的山峰較高。下島中央部有矢立山系包圍著內山盆地，包括最高峰矢立山（海拔648.40米）、舞石壇（海拔536.32米）、龍良山（海拔558.38米）。東北方為有明山（海拔558.09米），淺茅灣南岸有白嶽（海拔518米）。上島的最高峰是位於北部的御嶽（海拔479米）。
分水嶺偏向島的東側，主要的六條河流，佐護川、仁田川、三根川、佐須川、瀨川向西流，向東流的最大河流是舟志川，其流域面積在島內位居第五。

雖然各河流的下游形成平原，但適合耕作的平地不多，陸上交通也不便。這樣的地形對人們的生活和歷史產生了很大的影響。

圖輯
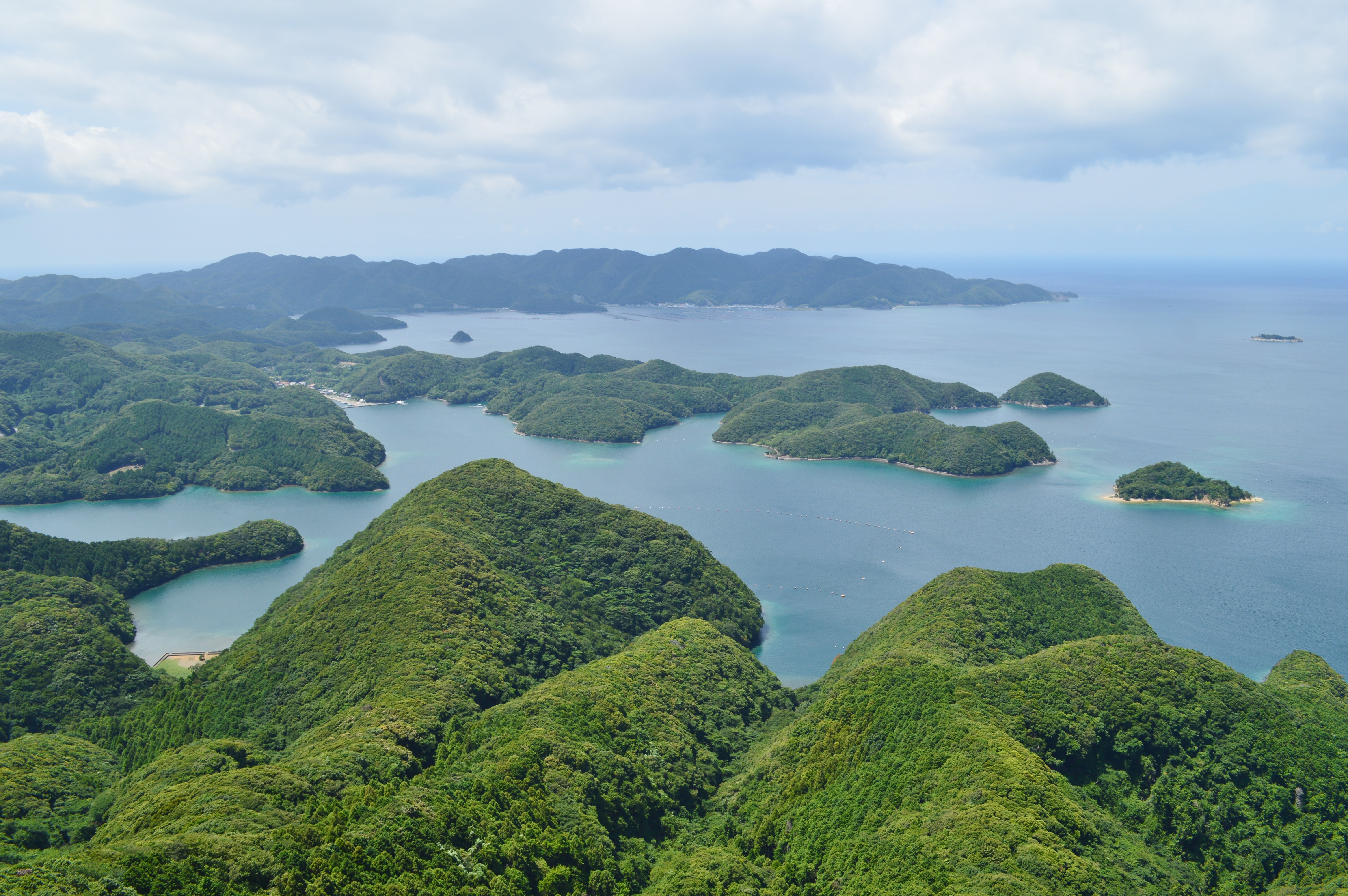
從城山山頂（金田城跡）望去的淺茅灣
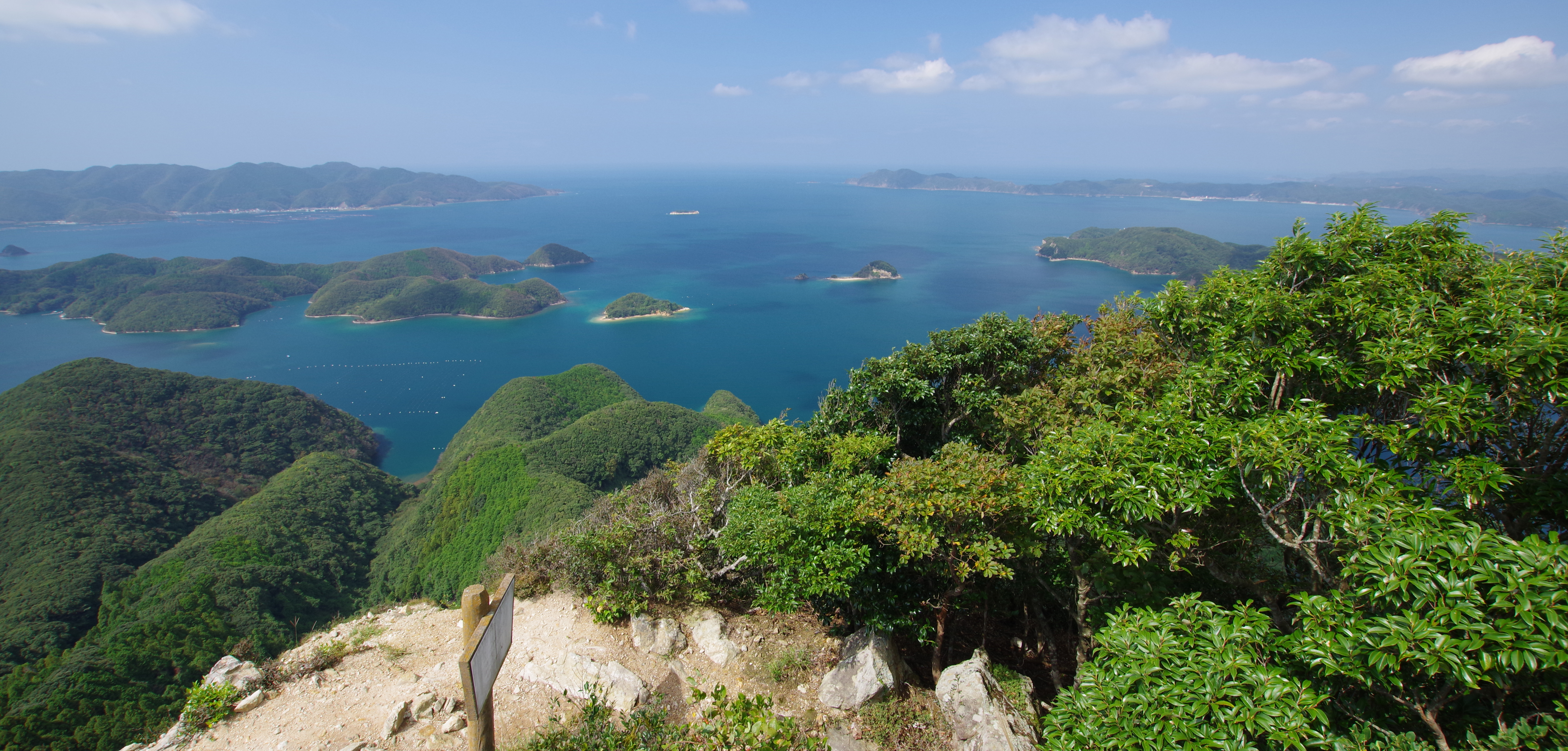
由對馬的城山俯瞰淺茅灣
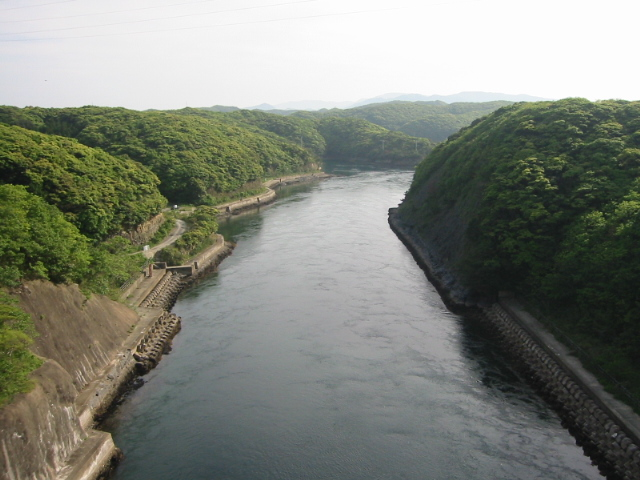
1900年由海軍開鑿的萬關瀨戶

## 历史
對馬自古以來是與朝鮮半島交通的門戶，新羅時代曾受海盜侵擾（韓寇）。在中世，由於武士割據各地，天皇中央集权国家的统治力量受到削弱，但是對馬國仍然支持代表武家中央权力的幕府。对马宗氏世世代代統治對馬，郡守以下土官都由岛主差任。但是宗氏地方政权仍然听命於中央幕府。另一方面，因为对马岛农田不多，所以宗氏一向跟高丽、朝鲜国进行贸易。
13世纪高麗與蒙古的联军曾經於1274年和1281年两度攻占對馬島，高丽之所以答应蒙古军的邀请，是為了占领对马岛。但是蒙古征服日本的尝试最终失败。
1419年6月19日，朝鲜王朝以“东征·讨倭”为目的命令李从茂将军向对马岛派出军队，企图占领对马岛，日本称之为应永外寇。遭到对马、九州联军的强烈反抗，双方处于战略僵持。1421年7月，朝鲜王朝军队不得不撤退，但提出撤退条件，即让对马岛成为日朝贸易的通商口岸，让对马宗氏成为日本和朝鲜国的共同家臣。之后，对马宗氏代理朝鲜国统制日本各地人的朝鲜国贸易（參見日朝貿易）。这样的对马和朝鲜国的特殊关系並沒有否定对马和日本中央政权的关系。朝鮮领议政申叔舟在1471年撰的《海东诸国纪》亦明明白白地記載对马岛屬於日本国西海道。
1592年的文祿之役，对马岛成为日本军准备向朝鲜国作战的重要根据地。战后，日本和朝鲜国的外交关系因此断绝，但是两国关系因对马宗氏的努力而很快恢复。朝鲜王朝和江户幕府都允许对马宗氏在釜山开设倭馆进行贸易。对马藩（地方封建政权）與朝鲜国的特殊关系持续到明治维新。

## 領土争议
對馬由於地理位置緣故，同日本列島和朝鮮半島存在特殊關係。韩国慶尚南道的馬山市地方政府曾单方面對該島提出領土主張要求，國際社會對此均無回應，當地居民則對此表示強烈抗議。但是韩国政府并没有提出对马归于韩国的主权要求。

### 歷史根據
自14世紀以來，朝鮮半島沿海經常受到日本騷擾，1419年初，約50餘艘日本船竄入朝鮮國進行劫掠，燒毀朝鮮國兵船。1419年6月，朝鮮王朝決定向日本發起主動進攻，朝鮮國艦隊揮師東征，朝鮮國兵船到達對馬島，6月17日，李從茂率領一萬七千兵乘227艘戰船在巨濟島放炮出發，但遭遇逆風返回巨濟島。19日再次出發，次日在對馬島淺茅灣尾崎浦（即《朝鮮王朝實錄》所記載的「豆知浦」）登陸。倭寇除五十餘人拒戰外，其餘都丟棄物資逃跑。從茂先派之前捉獲的倭寇俘虜勸宗貞盛降。在被拒絕之後派出先遣隊出發，沿途燒毀1939戶島民的房屋，掠奪船隻、燒毀莊稼，找到了131名被倭寇搶來的中國人，殺死倭寇114名，活捉21名。
李從茂共找到129艘船，燒掉了109艘，留下了最好的20艘。朝鮮國入侵一事傳入室町幕府將軍足利義持耳中，當時風傳明朝隨後也要入侵日本，這使義持非常緊張，命令九州島的守護大名派兵前往對馬島，支援宗氏。
6月25日，太上王李芳遠派前都節制使權蔓、同知摠制李蕆為慶尚海道助戰節制使，同知摠制朴礎為全羅海道助戰節制使，工曹判書李之實為忠清海道助戰節制使，各率兵船，分泊要害之地。朝鮮國軍又燒毀70餘戶房屋，焚毀船隻15艘，殺死倭寇9人，救出被俘虜的15名中國人和8名朝鮮國人。
26日，朝鮮國軍隊在仁位郡（《實錄》作「尼老郡」）登陸，遭遇了埋伏。他們本來以為對方是倭寇，後來發現是正規日軍，損兵一百多人。李從茂率中軍停留船上，沒有登陸；而左軍節制使朴實麾下的褊將朴弘信、朴茂陽、金該、金熹等戰死。右軍節制使李順蒙、兵馬使金孝誠力戰擊退日軍，救出朴實。此役被當地人稱作「糠岳之戰」。此後朝鮮國軍退往尾崎浦，戰局陷入膠著狀態。29日，朝鮮國主動求和，朝鮮國軍隊於7月3日退回巨濟島。

### 李承晚政权
1949年1月6日，在年初记者招待会上李承晚称：“对过去40年间日本从韩国夺取的一切提出损害赔偿，同时继续提出对对马岛的权利主张”。（注：《朝日新闻》1949年1月8日。）

### 對馬島日
2005年4月6日，韩国慶尚南道马山市市议会以此为由批准通过“對馬島日”条例，單方面将6月19日定为“对马岛日”。
2008年7月16日，韩国执政的大国家党声讨日本标记“独岛主权”，同时进一步对对马岛申张主权。大国家党最高委员(常委)许泰烈在最高委员会会议上称：“我们一贯主张独岛是韩国领土。对马岛(日本控制)也是韩国领土，从历史潮流来看如此应对才有意义。”许泰烈说：“有许多历史资料证明，对马岛是韩国领土。直到朝鲜王朝初期，对马岛负责人仍由我们任命。前总统李承晚也曾主张对马岛是韩国领土。”与此同时，抗议日本的烛光集会也从14日开始在日本驻韩使馆门前持续举行。15日晚共有100多人在使馆门前高喊“死守独岛”、“还我对马岛”等口号。150多名抗议美国牛肉的示威群众也结队前往日本大使馆，参加了烛光示威。
据韩国《中央日报》2013年11月18日报道，不断恶化的韩日关系近期又添新变数，韩国资本在对马岛上的投资被日方认为会影响日本的安全保障，对马岛问题被日方上升到了主权和国防的高度。卻被韩国媒体批評是：“无事生非”。可是韩国政府自始就從來没有提出对马岛归于韩国的主权要求。

### 跳台角色
對馬為日本最接近韓國（釜山）之地，日本歷代統治者均先屯兵對馬，再出兵朝鮮等國，如萬曆朝鮮戰爭，可見對馬之戰略地位。因此有意見認為日韓海底隧道根本建不成，因為建鐵路或海底隧道，必須獲得雙方同意，正如英法海底隧道。

## 关联作品
- 《對馬戰鬼》（Ghost of Tsushima）
- 《Angolmois 元寇合戰記》たかぎ七彦（日语：たかぎ七彦）
- 《對馬奪還戰爭》大石英司
- 《半島有事》大石英司
- 《GIGANTIS-ジャイガンティス-》[9]